# Джонатан Тейвз
Джонатан Браєн Тейвз (англ. Jonathan Bryan Toews, МФА: [ˈteɪvz]; 29 квітня 1988, м. Вінніпег, Канада) — канадський хокеїст, центральний нападник. Виступає за «Вінніпег Джетс» у Національній хокейній лізі.
Виступав за Університет Північної Дакоти (NCAA), «Чикаго Блекгокс».
В чемпіонатах НХЛ — 645 матчів (251+313), у турнірах Кубка Стенлі — 124 матчі (34+69).
У складі національної збірної Канади учасник зимових Олімпійських ігор 2010 і 2014 (7 матчів, 1+7), учасник чемпіонатів світу 2007 і 2008 (18 матчів, 4+8). У складі молодіжної збірної Канади учасник чемпіонатів світу 2006 і 2007. 
Досягнення
- Олімпійський чемпіон (2010 і 2014)
- Чемпіон світу (2007), срібний призер (2008)
- Володар Кубка Стенлі (2010, 2013, 2015)
- Переможець молодіжного чемпіонату світу (2006, 2007).
- Учасник матчу всіх зірок НХЛ (2009, 2011, 2012, 2015)
- Володар Кубка світу (2016).

Нагороди
- Трофей Конна Смайта (2010) — найцінніший гравець (MVP) плей-оф
- Трофей Френка Дж. Селке (2013)
- Член «Тройного золотого клубу» (2010)